# Robert J. Lang

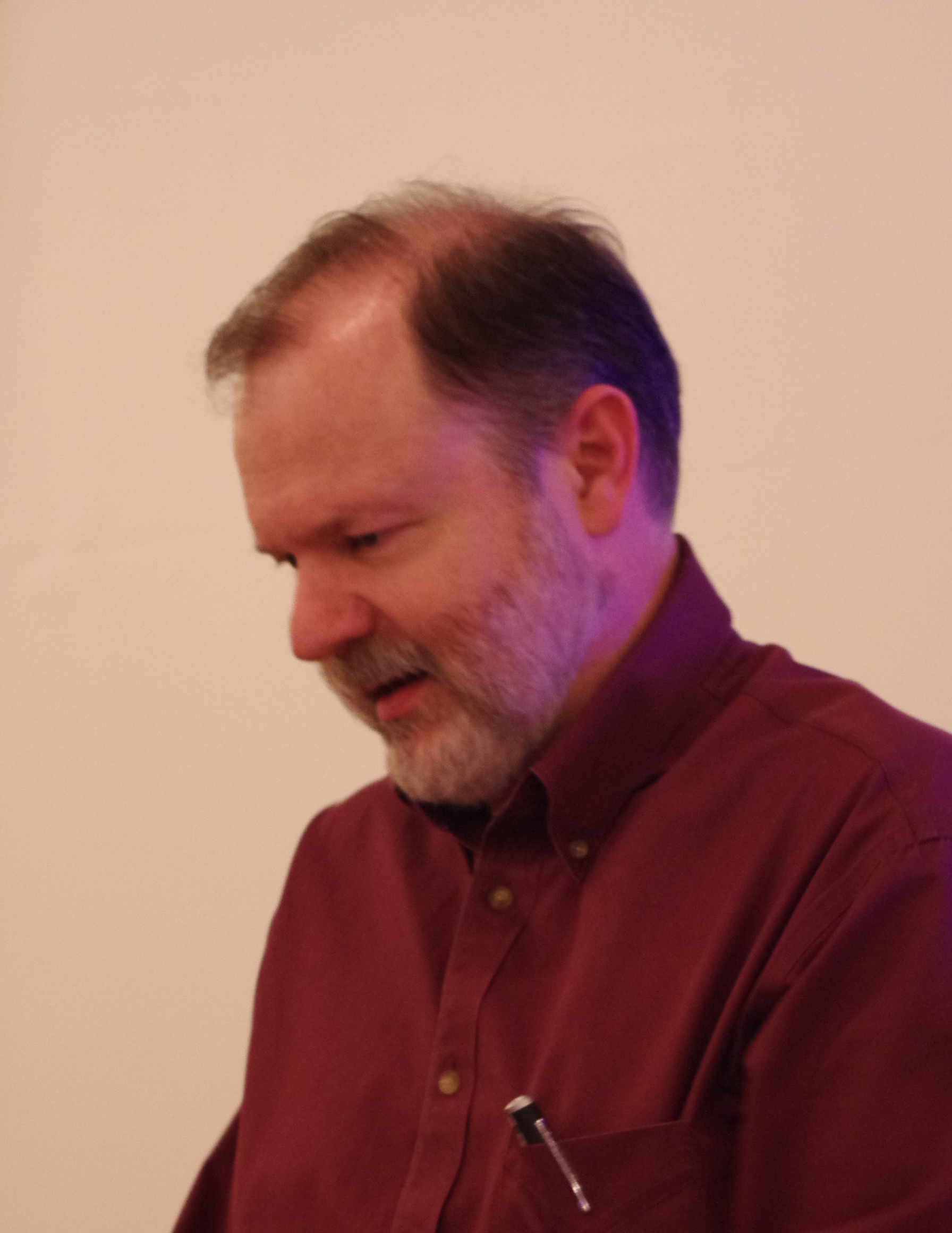
Robert J. Lang (2012)

Robert James Lang (* 4. Mai 1961 im Bundesstaat Ohio) ist ein US-amerikanischer Physiker, Autor und einer der bedeutendsten Origamikünstler und -theoretiker.
Er ist bekannt für seine ausgesprochen komplexen und eleganten Origamifiguren, die meist Tiere wie Insekten darstellen. Lang verwendet für die Entwicklung seiner Modelle Computerprogramme wie beispielsweise das von ihm entwickelte Programm TreeMaker. Er ist Fellow der American Mathematical Society.